# Blatno (ort i Tjeckien, Ústí nad Labem, lat 50,10, long 13,39)
Blatno, tyska: Pladen, är en ort i Tjeckien.   Den ligger i regionen Ústí nad Labem, i den västra delen av landet, 70 km väster om huvudstaden Prag. Blatno ligger 418 meter över havet och antalet invånare är 533.
Terrängen runt Blatno är varierad. Runt Blatno är det ganska glesbefolkat, med 25 invånare per kvadratkilometer. Närmaste större samhälle är Podbořany, 14,8 km norr om Blatno. I omgivningarna runt Blatno växer i huvudsak blandskog.